# Difesa Benoni
La difesa Benoni è un sistema di aperture degli scacchi, caratterizzato dalla spinta precoce del pedone c del nero in c5 nella partita di donna, cioè è caratterizzata dalle mosse 
1.d4 c5
La caratteristica principale di questo sistema è la struttura pedonale fondata sui pedoni del nero in c5 e d6 e il pedone del bianco in d5, spesso affiancato da un pedone in e4 o c4.

## Storia
Il nome Benoni (che in lingua ebraica significa figlio del dolore) deriva dal titolo da un manoscritto scritto nel 1825 dal teorico tedesco Aaron Reinganum: Ben-Oni oder Die Vertheidigung gegen di Gambitzüge im Schache ("Benoni o Sulla difesa contro i gambetti nel gioco degli scacchi"), nel quale, tra i vari gambetti veniva illustrata la risposta 1..c5 del nero a 1.d4 del bianco. Nonostante Ben-Oni fosse nient'altro che un trattato generale sui gambetti (soprattutto di re) fu dato questo nome a questo sistema di aperture. Il titolo si riferiva alle sofferenze dell'autore, che usava gli scacchi per lottare contro la depressione, e non alle qualità di questa difesa.
La prima partita giocata con questa difesa fu la Hanstein-von Der Lasa del 1841, giocata a Berlino e vinta dal bianco, ma in tutto il corso del XIX secolo fu giocata raramente. Agli inizi del XX secolo venne adottata soprattutto da Frank Marshall, che la giocò contro il campione del mondo cubano José Raúl Capablanca nel 1927 e raramente dagli adepti della cosiddetta scuola ipermoderna, ma fu a lungo ritenuta sbagliata. Soltanto dal secondo dopoguerra si ebbe un dettagliato sviluppo teorico del sistema, dal quale nasceranno importanti e corrette aperture come la moderna Benoni e il gambetto Benkő.
|   | a | b | c | d | e | f | g | h |   |
| 8 | a8 torre del nero · b8 cavallo del nero · c8 alfiere del nero · d8 donna del nero · e8 re del nero · f8 alfiere del nero · h8 torre del nero · a7 pedone del nero · b7 pedone del nero · f7 pedone del nero · g7 pedone del nero · h7 pedone del nero · d6 pedone del nero · f6 cavallo del nero · c5 pedone del nero · d5 pedone del bianco · c3 cavallo del bianco · a2 pedone del bianco · b2 pedone del bianco · e2 pedone del bianco · f2 pedone del bianco · g2 pedone del bianco · h2 pedone del bianco · a1 torre del bianco · c1 alfiere del bianco · d1 donna del bianco · e1 re del bianco · f1 alfiere del bianco · g1 cavallo del bianco · h1 torre del bianco | a8 torre del nero · b8 cavallo del nero · c8 alfiere del nero · d8 donna del nero · e8 re del nero · f8 alfiere del nero · h8 torre del nero · a7 pedone del nero · b7 pedone del nero · f7 pedone del nero · g7 pedone del nero · h7 pedone del nero · d6 pedone del nero · f6 cavallo del nero · c5 pedone del nero · d5 pedone del bianco · c3 cavallo del bianco · a2 pedone del bianco · b2 pedone del bianco · e2 pedone del bianco · f2 pedone del bianco · g2 pedone del bianco · h2 pedone del bianco · a1 torre del bianco · c1 alfiere del bianco · d1 donna del bianco · e1 re del bianco · f1 alfiere del bianco · g1 cavallo del bianco · h1 torre del bianco | a8 torre del nero · b8 cavallo del nero · c8 alfiere del nero · d8 donna del nero · e8 re del nero · f8 alfiere del nero · h8 torre del nero · a7 pedone del nero · b7 pedone del nero · f7 pedone del nero · g7 pedone del nero · h7 pedone del nero · d6 pedone del nero · f6 cavallo del nero · c5 pedone del nero · d5 pedone del bianco · c3 cavallo del bianco · a2 pedone del bianco · b2 pedone del bianco · e2 pedone del bianco · f2 pedone del bianco · g2 pedone del bianco · h2 pedone del bianco · a1 torre del bianco · c1 alfiere del bianco · d1 donna del bianco · e1 re del bianco · f1 alfiere del bianco · g1 cavallo del bianco · h1 torre del bianco | a8 torre del nero · b8 cavallo del nero · c8 alfiere del nero · d8 donna del nero · e8 re del nero · f8 alfiere del nero · h8 torre del nero · a7 pedone del nero · b7 pedone del nero · f7 pedone del nero · g7 pedone del nero · h7 pedone del nero · d6 pedone del nero · f6 cavallo del nero · c5 pedone del nero · d5 pedone del bianco · c3 cavallo del bianco · a2 pedone del bianco · b2 pedone del bianco · e2 pedone del bianco · f2 pedone del bianco · g2 pedone del bianco · h2 pedone del bianco · a1 torre del bianco · c1 alfiere del bianco · d1 donna del bianco · e1 re del bianco · f1 alfiere del bianco · g1 cavallo del bianco · h1 torre del bianco | a8 torre del nero · b8 cavallo del nero · c8 alfiere del nero · d8 donna del nero · e8 re del nero · f8 alfiere del nero · h8 torre del nero · a7 pedone del nero · b7 pedone del nero · f7 pedone del nero · g7 pedone del nero · h7 pedone del nero · d6 pedone del nero · f6 cavallo del nero · c5 pedone del nero · d5 pedone del bianco · c3 cavallo del bianco · a2 pedone del bianco · b2 pedone del bianco · e2 pedone del bianco · f2 pedone del bianco · g2 pedone del bianco · h2 pedone del bianco · a1 torre del bianco · c1 alfiere del bianco · d1 donna del bianco · e1 re del bianco · f1 alfiere del bianco · g1 cavallo del bianco · h1 torre del bianco | a8 torre del nero · b8 cavallo del nero · c8 alfiere del nero · d8 donna del nero · e8 re del nero · f8 alfiere del nero · h8 torre del nero · a7 pedone del nero · b7 pedone del nero · f7 pedone del nero · g7 pedone del nero · h7 pedone del nero · d6 pedone del nero · f6 cavallo del nero · c5 pedone del nero · d5 pedone del bianco · c3 cavallo del bianco · a2 pedone del bianco · b2 pedone del bianco · e2 pedone del bianco · f2 pedone del bianco · g2 pedone del bianco · h2 pedone del bianco · a1 torre del bianco · c1 alfiere del bianco · d1 donna del bianco · e1 re del bianco · f1 alfiere del bianco · g1 cavallo del bianco · h1 torre del bianco | a8 torre del nero · b8 cavallo del nero · c8 alfiere del nero · d8 donna del nero · e8 re del nero · f8 alfiere del nero · h8 torre del nero · a7 pedone del nero · b7 pedone del nero · f7 pedone del nero · g7 pedone del nero · h7 pedone del nero · d6 pedone del nero · f6 cavallo del nero · c5 pedone del nero · d5 pedone del bianco · c3 cavallo del bianco · a2 pedone del bianco · b2 pedone del bianco · e2 pedone del bianco · f2 pedone del bianco · g2 pedone del bianco · h2 pedone del bianco · a1 torre del bianco · c1 alfiere del bianco · d1 donna del bianco · e1 re del bianco · f1 alfiere del bianco · g1 cavallo del bianco · h1 torre del bianco | a8 torre del nero · b8 cavallo del nero · c8 alfiere del nero · d8 donna del nero · e8 re del nero · f8 alfiere del nero · h8 torre del nero · a7 pedone del nero · b7 pedone del nero · f7 pedone del nero · g7 pedone del nero · h7 pedone del nero · d6 pedone del nero · f6 cavallo del nero · c5 pedone del nero · d5 pedone del bianco · c3 cavallo del bianco · a2 pedone del bianco · b2 pedone del bianco · e2 pedone del bianco · f2 pedone del bianco · g2 pedone del bianco · h2 pedone del bianco · a1 torre del bianco · c1 alfiere del bianco · d1 donna del bianco · e1 re del bianco · f1 alfiere del bianco · g1 cavallo del bianco · h1 torre del bianco | 8 |
| 7 | a8 torre del nero · b8 cavallo del nero · c8 alfiere del nero · d8 donna del nero · e8 re del nero · f8 alfiere del nero · h8 torre del nero · a7 pedone del nero · b7 pedone del nero · f7 pedone del nero · g7 pedone del nero · h7 pedone del nero · d6 pedone del nero · f6 cavallo del nero · c5 pedone del nero · d5 pedone del bianco · c3 cavallo del bianco · a2 pedone del bianco · b2 pedone del bianco · e2 pedone del bianco · f2 pedone del bianco · g2 pedone del bianco · h2 pedone del bianco · a1 torre del bianco · c1 alfiere del bianco · d1 donna del bianco · e1 re del bianco · f1 alfiere del bianco · g1 cavallo del bianco · h1 torre del bianco | a8 torre del nero · b8 cavallo del nero · c8 alfiere del nero · d8 donna del nero · e8 re del nero · f8 alfiere del nero · h8 torre del nero · a7 pedone del nero · b7 pedone del nero · f7 pedone del nero · g7 pedone del nero · h7 pedone del nero · d6 pedone del nero · f6 cavallo del nero · c5 pedone del nero · d5 pedone del bianco · c3 cavallo del bianco · a2 pedone del bianco · b2 pedone del bianco · e2 pedone del bianco · f2 pedone del bianco · g2 pedone del bianco · h2 pedone del bianco · a1 torre del bianco · c1 alfiere del bianco · d1 donna del bianco · e1 re del bianco · f1 alfiere del bianco · g1 cavallo del bianco · h1 torre del bianco | a8 torre del nero · b8 cavallo del nero · c8 alfiere del nero · d8 donna del nero · e8 re del nero · f8 alfiere del nero · h8 torre del nero · a7 pedone del nero · b7 pedone del nero · f7 pedone del nero · g7 pedone del nero · h7 pedone del nero · d6 pedone del nero · f6 cavallo del nero · c5 pedone del nero · d5 pedone del bianco · c3 cavallo del bianco · a2 pedone del bianco · b2 pedone del bianco · e2 pedone del bianco · f2 pedone del bianco · g2 pedone del bianco · h2 pedone del bianco · a1 torre del bianco · c1 alfiere del bianco · d1 donna del bianco · e1 re del bianco · f1 alfiere del bianco · g1 cavallo del bianco · h1 torre del bianco | a8 torre del nero · b8 cavallo del nero · c8 alfiere del nero · d8 donna del nero · e8 re del nero · f8 alfiere del nero · h8 torre del nero · a7 pedone del nero · b7 pedone del nero · f7 pedone del nero · g7 pedone del nero · h7 pedone del nero · d6 pedone del nero · f6 cavallo del nero · c5 pedone del nero · d5 pedone del bianco · c3 cavallo del bianco · a2 pedone del bianco · b2 pedone del bianco · e2 pedone del bianco · f2 pedone del bianco · g2 pedone del bianco · h2 pedone del bianco · a1 torre del bianco · c1 alfiere del bianco · d1 donna del bianco · e1 re del bianco · f1 alfiere del bianco · g1 cavallo del bianco · h1 torre del bianco | a8 torre del nero · b8 cavallo del nero · c8 alfiere del nero · d8 donna del nero · e8 re del nero · f8 alfiere del nero · h8 torre del nero · a7 pedone del nero · b7 pedone del nero · f7 pedone del nero · g7 pedone del nero · h7 pedone del nero · d6 pedone del nero · f6 cavallo del nero · c5 pedone del nero · d5 pedone del bianco · c3 cavallo del bianco · a2 pedone del bianco · b2 pedone del bianco · e2 pedone del bianco · f2 pedone del bianco · g2 pedone del bianco · h2 pedone del bianco · a1 torre del bianco · c1 alfiere del bianco · d1 donna del bianco · e1 re del bianco · f1 alfiere del bianco · g1 cavallo del bianco · h1 torre del bianco | a8 torre del nero · b8 cavallo del nero · c8 alfiere del nero · d8 donna del nero · e8 re del nero · f8 alfiere del nero · h8 torre del nero · a7 pedone del nero · b7 pedone del nero · f7 pedone del nero · g7 pedone del nero · h7 pedone del nero · d6 pedone del nero · f6 cavallo del nero · c5 pedone del nero · d5 pedone del bianco · c3 cavallo del bianco · a2 pedone del bianco · b2 pedone del bianco · e2 pedone del bianco · f2 pedone del bianco · g2 pedone del bianco · h2 pedone del bianco · a1 torre del bianco · c1 alfiere del bianco · d1 donna del bianco · e1 re del bianco · f1 alfiere del bianco · g1 cavallo del bianco · h1 torre del bianco | a8 torre del nero · b8 cavallo del nero · c8 alfiere del nero · d8 donna del nero · e8 re del nero · f8 alfiere del nero · h8 torre del nero · a7 pedone del nero · b7 pedone del nero · f7 pedone del nero · g7 pedone del nero · h7 pedone del nero · d6 pedone del nero · f6 cavallo del nero · c5 pedone del nero · d5 pedone del bianco · c3 cavallo del bianco · a2 pedone del bianco · b2 pedone del bianco · e2 pedone del bianco · f2 pedone del bianco · g2 pedone del bianco · h2 pedone del bianco · a1 torre del bianco · c1 alfiere del bianco · d1 donna del bianco · e1 re del bianco · f1 alfiere del bianco · g1 cavallo del bianco · h1 torre del bianco | a8 torre del nero · b8 cavallo del nero · c8 alfiere del nero · d8 donna del nero · e8 re del nero · f8 alfiere del nero · h8 torre del nero · a7 pedone del nero · b7 pedone del nero · f7 pedone del nero · g7 pedone del nero · h7 pedone del nero · d6 pedone del nero · f6 cavallo del nero · c5 pedone del nero · d5 pedone del bianco · c3 cavallo del bianco · a2 pedone del bianco · b2 pedone del bianco · e2 pedone del bianco · f2 pedone del bianco · g2 pedone del bianco · h2 pedone del bianco · a1 torre del bianco · c1 alfiere del bianco · d1 donna del bianco · e1 re del bianco · f1 alfiere del bianco · g1 cavallo del bianco · h1 torre del bianco | 7 |
| 6 | a8 torre del nero · b8 cavallo del nero · c8 alfiere del nero · d8 donna del nero · e8 re del nero · f8 alfiere del nero · h8 torre del nero · a7 pedone del nero · b7 pedone del nero · f7 pedone del nero · g7 pedone del nero · h7 pedone del nero · d6 pedone del nero · f6 cavallo del nero · c5 pedone del nero · d5 pedone del bianco · c3 cavallo del bianco · a2 pedone del bianco · b2 pedone del bianco · e2 pedone del bianco · f2 pedone del bianco · g2 pedone del bianco · h2 pedone del bianco · a1 torre del bianco · c1 alfiere del bianco · d1 donna del bianco · e1 re del bianco · f1 alfiere del bianco · g1 cavallo del bianco · h1 torre del bianco | a8 torre del nero · b8 cavallo del nero · c8 alfiere del nero · d8 donna del nero · e8 re del nero · f8 alfiere del nero · h8 torre del nero · a7 pedone del nero · b7 pedone del nero · f7 pedone del nero · g7 pedone del nero · h7 pedone del nero · d6 pedone del nero · f6 cavallo del nero · c5 pedone del nero · d5 pedone del bianco · c3 cavallo del bianco · a2 pedone del bianco · b2 pedone del bianco · e2 pedone del bianco · f2 pedone del bianco · g2 pedone del bianco · h2 pedone del bianco · a1 torre del bianco · c1 alfiere del bianco · d1 donna del bianco · e1 re del bianco · f1 alfiere del bianco · g1 cavallo del bianco · h1 torre del bianco | a8 torre del nero · b8 cavallo del nero · c8 alfiere del nero · d8 donna del nero · e8 re del nero · f8 alfiere del nero · h8 torre del nero · a7 pedone del nero · b7 pedone del nero · f7 pedone del nero · g7 pedone del nero · h7 pedone del nero · d6 pedone del nero · f6 cavallo del nero · c5 pedone del nero · d5 pedone del bianco · c3 cavallo del bianco · a2 pedone del bianco · b2 pedone del bianco · e2 pedone del bianco · f2 pedone del bianco · g2 pedone del bianco · h2 pedone del bianco · a1 torre del bianco · c1 alfiere del bianco · d1 donna del bianco · e1 re del bianco · f1 alfiere del bianco · g1 cavallo del bianco · h1 torre del bianco | a8 torre del nero · b8 cavallo del nero · c8 alfiere del nero · d8 donna del nero · e8 re del nero · f8 alfiere del nero · h8 torre del nero · a7 pedone del nero · b7 pedone del nero · f7 pedone del nero · g7 pedone del nero · h7 pedone del nero · d6 pedone del nero · f6 cavallo del nero · c5 pedone del nero · d5 pedone del bianco · c3 cavallo del bianco · a2 pedone del bianco · b2 pedone del bianco · e2 pedone del bianco · f2 pedone del bianco · g2 pedone del bianco · h2 pedone del bianco · a1 torre del bianco · c1 alfiere del bianco · d1 donna del bianco · e1 re del bianco · f1 alfiere del bianco · g1 cavallo del bianco · h1 torre del bianco | a8 torre del nero · b8 cavallo del nero · c8 alfiere del nero · d8 donna del nero · e8 re del nero · f8 alfiere del nero · h8 torre del nero · a7 pedone del nero · b7 pedone del nero · f7 pedone del nero · g7 pedone del nero · h7 pedone del nero · d6 pedone del nero · f6 cavallo del nero · c5 pedone del nero · d5 pedone del bianco · c3 cavallo del bianco · a2 pedone del bianco · b2 pedone del bianco · e2 pedone del bianco · f2 pedone del bianco · g2 pedone del bianco · h2 pedone del bianco · a1 torre del bianco · c1 alfiere del bianco · d1 donna del bianco · e1 re del bianco · f1 alfiere del bianco · g1 cavallo del bianco · h1 torre del bianco | a8 torre del nero · b8 cavallo del nero · c8 alfiere del nero · d8 donna del nero · e8 re del nero · f8 alfiere del nero · h8 torre del nero · a7 pedone del nero · b7 pedone del nero · f7 pedone del nero · g7 pedone del nero · h7 pedone del nero · d6 pedone del nero · f6 cavallo del nero · c5 pedone del nero · d5 pedone del bianco · c3 cavallo del bianco · a2 pedone del bianco · b2 pedone del bianco · e2 pedone del bianco · f2 pedone del bianco · g2 pedone del bianco · h2 pedone del bianco · a1 torre del bianco · c1 alfiere del bianco · d1 donna del bianco · e1 re del bianco · f1 alfiere del bianco · g1 cavallo del bianco · h1 torre del bianco | a8 torre del nero · b8 cavallo del nero · c8 alfiere del nero · d8 donna del nero · e8 re del nero · f8 alfiere del nero · h8 torre del nero · a7 pedone del nero · b7 pedone del nero · f7 pedone del nero · g7 pedone del nero · h7 pedone del nero · d6 pedone del nero · f6 cavallo del nero · c5 pedone del nero · d5 pedone del bianco · c3 cavallo del bianco · a2 pedone del bianco · b2 pedone del bianco · e2 pedone del bianco · f2 pedone del bianco · g2 pedone del bianco · h2 pedone del bianco · a1 torre del bianco · c1 alfiere del bianco · d1 donna del bianco · e1 re del bianco · f1 alfiere del bianco · g1 cavallo del bianco · h1 torre del bianco | a8 torre del nero · b8 cavallo del nero · c8 alfiere del nero · d8 donna del nero · e8 re del nero · f8 alfiere del nero · h8 torre del nero · a7 pedone del nero · b7 pedone del nero · f7 pedone del nero · g7 pedone del nero · h7 pedone del nero · d6 pedone del nero · f6 cavallo del nero · c5 pedone del nero · d5 pedone del bianco · c3 cavallo del bianco · a2 pedone del bianco · b2 pedone del bianco · e2 pedone del bianco · f2 pedone del bianco · g2 pedone del bianco · h2 pedone del bianco · a1 torre del bianco · c1 alfiere del bianco · d1 donna del bianco · e1 re del bianco · f1 alfiere del bianco · g1 cavallo del bianco · h1 torre del bianco | 6 |
| 5 | a8 torre del nero · b8 cavallo del nero · c8 alfiere del nero · d8 donna del nero · e8 re del nero · f8 alfiere del nero · h8 torre del nero · a7 pedone del nero · b7 pedone del nero · f7 pedone del nero · g7 pedone del nero · h7 pedone del nero · d6 pedone del nero · f6 cavallo del nero · c5 pedone del nero · d5 pedone del bianco · c3 cavallo del bianco · a2 pedone del bianco · b2 pedone del bianco · e2 pedone del bianco · f2 pedone del bianco · g2 pedone del bianco · h2 pedone del bianco · a1 torre del bianco · c1 alfiere del bianco · d1 donna del bianco · e1 re del bianco · f1 alfiere del bianco · g1 cavallo del bianco · h1 torre del bianco | a8 torre del nero · b8 cavallo del nero · c8 alfiere del nero · d8 donna del nero · e8 re del nero · f8 alfiere del nero · h8 torre del nero · a7 pedone del nero · b7 pedone del nero · f7 pedone del nero · g7 pedone del nero · h7 pedone del nero · d6 pedone del nero · f6 cavallo del nero · c5 pedone del nero · d5 pedone del bianco · c3 cavallo del bianco · a2 pedone del bianco · b2 pedone del bianco · e2 pedone del bianco · f2 pedone del bianco · g2 pedone del bianco · h2 pedone del bianco · a1 torre del bianco · c1 alfiere del bianco · d1 donna del bianco · e1 re del bianco · f1 alfiere del bianco · g1 cavallo del bianco · h1 torre del bianco | a8 torre del nero · b8 cavallo del nero · c8 alfiere del nero · d8 donna del nero · e8 re del nero · f8 alfiere del nero · h8 torre del nero · a7 pedone del nero · b7 pedone del nero · f7 pedone del nero · g7 pedone del nero · h7 pedone del nero · d6 pedone del nero · f6 cavallo del nero · c5 pedone del nero · d5 pedone del bianco · c3 cavallo del bianco · a2 pedone del bianco · b2 pedone del bianco · e2 pedone del bianco · f2 pedone del bianco · g2 pedone del bianco · h2 pedone del bianco · a1 torre del bianco · c1 alfiere del bianco · d1 donna del bianco · e1 re del bianco · f1 alfiere del bianco · g1 cavallo del bianco · h1 torre del bianco | a8 torre del nero · b8 cavallo del nero · c8 alfiere del nero · d8 donna del nero · e8 re del nero · f8 alfiere del nero · h8 torre del nero · a7 pedone del nero · b7 pedone del nero · f7 pedone del nero · g7 pedone del nero · h7 pedone del nero · d6 pedone del nero · f6 cavallo del nero · c5 pedone del nero · d5 pedone del bianco · c3 cavallo del bianco · a2 pedone del bianco · b2 pedone del bianco · e2 pedone del bianco · f2 pedone del bianco · g2 pedone del bianco · h2 pedone del bianco · a1 torre del bianco · c1 alfiere del bianco · d1 donna del bianco · e1 re del bianco · f1 alfiere del bianco · g1 cavallo del bianco · h1 torre del bianco | a8 torre del nero · b8 cavallo del nero · c8 alfiere del nero · d8 donna del nero · e8 re del nero · f8 alfiere del nero · h8 torre del nero · a7 pedone del nero · b7 pedone del nero · f7 pedone del nero · g7 pedone del nero · h7 pedone del nero · d6 pedone del nero · f6 cavallo del nero · c5 pedone del nero · d5 pedone del bianco · c3 cavallo del bianco · a2 pedone del bianco · b2 pedone del bianco · e2 pedone del bianco · f2 pedone del bianco · g2 pedone del bianco · h2 pedone del bianco · a1 torre del bianco · c1 alfiere del bianco · d1 donna del bianco · e1 re del bianco · f1 alfiere del bianco · g1 cavallo del bianco · h1 torre del bianco | a8 torre del nero · b8 cavallo del nero · c8 alfiere del nero · d8 donna del nero · e8 re del nero · f8 alfiere del nero · h8 torre del nero · a7 pedone del nero · b7 pedone del nero · f7 pedone del nero · g7 pedone del nero · h7 pedone del nero · d6 pedone del nero · f6 cavallo del nero · c5 pedone del nero · d5 pedone del bianco · c3 cavallo del bianco · a2 pedone del bianco · b2 pedone del bianco · e2 pedone del bianco · f2 pedone del bianco · g2 pedone del bianco · h2 pedone del bianco · a1 torre del bianco · c1 alfiere del bianco · d1 donna del bianco · e1 re del bianco · f1 alfiere del bianco · g1 cavallo del bianco · h1 torre del bianco | a8 torre del nero · b8 cavallo del nero · c8 alfiere del nero · d8 donna del nero · e8 re del nero · f8 alfiere del nero · h8 torre del nero · a7 pedone del nero · b7 pedone del nero · f7 pedone del nero · g7 pedone del nero · h7 pedone del nero · d6 pedone del nero · f6 cavallo del nero · c5 pedone del nero · d5 pedone del bianco · c3 cavallo del bianco · a2 pedone del bianco · b2 pedone del bianco · e2 pedone del bianco · f2 pedone del bianco · g2 pedone del bianco · h2 pedone del bianco · a1 torre del bianco · c1 alfiere del bianco · d1 donna del bianco · e1 re del bianco · f1 alfiere del bianco · g1 cavallo del bianco · h1 torre del bianco | a8 torre del nero · b8 cavallo del nero · c8 alfiere del nero · d8 donna del nero · e8 re del nero · f8 alfiere del nero · h8 torre del nero · a7 pedone del nero · b7 pedone del nero · f7 pedone del nero · g7 pedone del nero · h7 pedone del nero · d6 pedone del nero · f6 cavallo del nero · c5 pedone del nero · d5 pedone del bianco · c3 cavallo del bianco · a2 pedone del bianco · b2 pedone del bianco · e2 pedone del bianco · f2 pedone del bianco · g2 pedone del bianco · h2 pedone del bianco · a1 torre del bianco · c1 alfiere del bianco · d1 donna del bianco · e1 re del bianco · f1 alfiere del bianco · g1 cavallo del bianco · h1 torre del bianco | 5 |
| 4 | a8 torre del nero · b8 cavallo del nero · c8 alfiere del nero · d8 donna del nero · e8 re del nero · f8 alfiere del nero · h8 torre del nero · a7 pedone del nero · b7 pedone del nero · f7 pedone del nero · g7 pedone del nero · h7 pedone del nero · d6 pedone del nero · f6 cavallo del nero · c5 pedone del nero · d5 pedone del bianco · c3 cavallo del bianco · a2 pedone del bianco · b2 pedone del bianco · e2 pedone del bianco · f2 pedone del bianco · g2 pedone del bianco · h2 pedone del bianco · a1 torre del bianco · c1 alfiere del bianco · d1 donna del bianco · e1 re del bianco · f1 alfiere del bianco · g1 cavallo del bianco · h1 torre del bianco | a8 torre del nero · b8 cavallo del nero · c8 alfiere del nero · d8 donna del nero · e8 re del nero · f8 alfiere del nero · h8 torre del nero · a7 pedone del nero · b7 pedone del nero · f7 pedone del nero · g7 pedone del nero · h7 pedone del nero · d6 pedone del nero · f6 cavallo del nero · c5 pedone del nero · d5 pedone del bianco · c3 cavallo del bianco · a2 pedone del bianco · b2 pedone del bianco · e2 pedone del bianco · f2 pedone del bianco · g2 pedone del bianco · h2 pedone del bianco · a1 torre del bianco · c1 alfiere del bianco · d1 donna del bianco · e1 re del bianco · f1 alfiere del bianco · g1 cavallo del bianco · h1 torre del bianco | a8 torre del nero · b8 cavallo del nero · c8 alfiere del nero · d8 donna del nero · e8 re del nero · f8 alfiere del nero · h8 torre del nero · a7 pedone del nero · b7 pedone del nero · f7 pedone del nero · g7 pedone del nero · h7 pedone del nero · d6 pedone del nero · f6 cavallo del nero · c5 pedone del nero · d5 pedone del bianco · c3 cavallo del bianco · a2 pedone del bianco · b2 pedone del bianco · e2 pedone del bianco · f2 pedone del bianco · g2 pedone del bianco · h2 pedone del bianco · a1 torre del bianco · c1 alfiere del bianco · d1 donna del bianco · e1 re del bianco · f1 alfiere del bianco · g1 cavallo del bianco · h1 torre del bianco | a8 torre del nero · b8 cavallo del nero · c8 alfiere del nero · d8 donna del nero · e8 re del nero · f8 alfiere del nero · h8 torre del nero · a7 pedone del nero · b7 pedone del nero · f7 pedone del nero · g7 pedone del nero · h7 pedone del nero · d6 pedone del nero · f6 cavallo del nero · c5 pedone del nero · d5 pedone del bianco · c3 cavallo del bianco · a2 pedone del bianco · b2 pedone del bianco · e2 pedone del bianco · f2 pedone del bianco · g2 pedone del bianco · h2 pedone del bianco · a1 torre del bianco · c1 alfiere del bianco · d1 donna del bianco · e1 re del bianco · f1 alfiere del bianco · g1 cavallo del bianco · h1 torre del bianco | a8 torre del nero · b8 cavallo del nero · c8 alfiere del nero · d8 donna del nero · e8 re del nero · f8 alfiere del nero · h8 torre del nero · a7 pedone del nero · b7 pedone del nero · f7 pedone del nero · g7 pedone del nero · h7 pedone del nero · d6 pedone del nero · f6 cavallo del nero · c5 pedone del nero · d5 pedone del bianco · c3 cavallo del bianco · a2 pedone del bianco · b2 pedone del bianco · e2 pedone del bianco · f2 pedone del bianco · g2 pedone del bianco · h2 pedone del bianco · a1 torre del bianco · c1 alfiere del bianco · d1 donna del bianco · e1 re del bianco · f1 alfiere del bianco · g1 cavallo del bianco · h1 torre del bianco | a8 torre del nero · b8 cavallo del nero · c8 alfiere del nero · d8 donna del nero · e8 re del nero · f8 alfiere del nero · h8 torre del nero · a7 pedone del nero · b7 pedone del nero · f7 pedone del nero · g7 pedone del nero · h7 pedone del nero · d6 pedone del nero · f6 cavallo del nero · c5 pedone del nero · d5 pedone del bianco · c3 cavallo del bianco · a2 pedone del bianco · b2 pedone del bianco · e2 pedone del bianco · f2 pedone del bianco · g2 pedone del bianco · h2 pedone del bianco · a1 torre del bianco · c1 alfiere del bianco · d1 donna del bianco · e1 re del bianco · f1 alfiere del bianco · g1 cavallo del bianco · h1 torre del bianco | a8 torre del nero · b8 cavallo del nero · c8 alfiere del nero · d8 donna del nero · e8 re del nero · f8 alfiere del nero · h8 torre del nero · a7 pedone del nero · b7 pedone del nero · f7 pedone del nero · g7 pedone del nero · h7 pedone del nero · d6 pedone del nero · f6 cavallo del nero · c5 pedone del nero · d5 pedone del bianco · c3 cavallo del bianco · a2 pedone del bianco · b2 pedone del bianco · e2 pedone del bianco · f2 pedone del bianco · g2 pedone del bianco · h2 pedone del bianco · a1 torre del bianco · c1 alfiere del bianco · d1 donna del bianco · e1 re del bianco · f1 alfiere del bianco · g1 cavallo del bianco · h1 torre del bianco | a8 torre del nero · b8 cavallo del nero · c8 alfiere del nero · d8 donna del nero · e8 re del nero · f8 alfiere del nero · h8 torre del nero · a7 pedone del nero · b7 pedone del nero · f7 pedone del nero · g7 pedone del nero · h7 pedone del nero · d6 pedone del nero · f6 cavallo del nero · c5 pedone del nero · d5 pedone del bianco · c3 cavallo del bianco · a2 pedone del bianco · b2 pedone del bianco · e2 pedone del bianco · f2 pedone del bianco · g2 pedone del bianco · h2 pedone del bianco · a1 torre del bianco · c1 alfiere del bianco · d1 donna del bianco · e1 re del bianco · f1 alfiere del bianco · g1 cavallo del bianco · h1 torre del bianco | 4 |
| 3 | a8 torre del nero · b8 cavallo del nero · c8 alfiere del nero · d8 donna del nero · e8 re del nero · f8 alfiere del nero · h8 torre del nero · a7 pedone del nero · b7 pedone del nero · f7 pedone del nero · g7 pedone del nero · h7 pedone del nero · d6 pedone del nero · f6 cavallo del nero · c5 pedone del nero · d5 pedone del bianco · c3 cavallo del bianco · a2 pedone del bianco · b2 pedone del bianco · e2 pedone del bianco · f2 pedone del bianco · g2 pedone del bianco · h2 pedone del bianco · a1 torre del bianco · c1 alfiere del bianco · d1 donna del bianco · e1 re del bianco · f1 alfiere del bianco · g1 cavallo del bianco · h1 torre del bianco | a8 torre del nero · b8 cavallo del nero · c8 alfiere del nero · d8 donna del nero · e8 re del nero · f8 alfiere del nero · h8 torre del nero · a7 pedone del nero · b7 pedone del nero · f7 pedone del nero · g7 pedone del nero · h7 pedone del nero · d6 pedone del nero · f6 cavallo del nero · c5 pedone del nero · d5 pedone del bianco · c3 cavallo del bianco · a2 pedone del bianco · b2 pedone del bianco · e2 pedone del bianco · f2 pedone del bianco · g2 pedone del bianco · h2 pedone del bianco · a1 torre del bianco · c1 alfiere del bianco · d1 donna del bianco · e1 re del bianco · f1 alfiere del bianco · g1 cavallo del bianco · h1 torre del bianco | a8 torre del nero · b8 cavallo del nero · c8 alfiere del nero · d8 donna del nero · e8 re del nero · f8 alfiere del nero · h8 torre del nero · a7 pedone del nero · b7 pedone del nero · f7 pedone del nero · g7 pedone del nero · h7 pedone del nero · d6 pedone del nero · f6 cavallo del nero · c5 pedone del nero · d5 pedone del bianco · c3 cavallo del bianco · a2 pedone del bianco · b2 pedone del bianco · e2 pedone del bianco · f2 pedone del bianco · g2 pedone del bianco · h2 pedone del bianco · a1 torre del bianco · c1 alfiere del bianco · d1 donna del bianco · e1 re del bianco · f1 alfiere del bianco · g1 cavallo del bianco · h1 torre del bianco | a8 torre del nero · b8 cavallo del nero · c8 alfiere del nero · d8 donna del nero · e8 re del nero · f8 alfiere del nero · h8 torre del nero · a7 pedone del nero · b7 pedone del nero · f7 pedone del nero · g7 pedone del nero · h7 pedone del nero · d6 pedone del nero · f6 cavallo del nero · c5 pedone del nero · d5 pedone del bianco · c3 cavallo del bianco · a2 pedone del bianco · b2 pedone del bianco · e2 pedone del bianco · f2 pedone del bianco · g2 pedone del bianco · h2 pedone del bianco · a1 torre del bianco · c1 alfiere del bianco · d1 donna del bianco · e1 re del bianco · f1 alfiere del bianco · g1 cavallo del bianco · h1 torre del bianco | a8 torre del nero · b8 cavallo del nero · c8 alfiere del nero · d8 donna del nero · e8 re del nero · f8 alfiere del nero · h8 torre del nero · a7 pedone del nero · b7 pedone del nero · f7 pedone del nero · g7 pedone del nero · h7 pedone del nero · d6 pedone del nero · f6 cavallo del nero · c5 pedone del nero · d5 pedone del bianco · c3 cavallo del bianco · a2 pedone del bianco · b2 pedone del bianco · e2 pedone del bianco · f2 pedone del bianco · g2 pedone del bianco · h2 pedone del bianco · a1 torre del bianco · c1 alfiere del bianco · d1 donna del bianco · e1 re del bianco · f1 alfiere del bianco · g1 cavallo del bianco · h1 torre del bianco | a8 torre del nero · b8 cavallo del nero · c8 alfiere del nero · d8 donna del nero · e8 re del nero · f8 alfiere del nero · h8 torre del nero · a7 pedone del nero · b7 pedone del nero · f7 pedone del nero · g7 pedone del nero · h7 pedone del nero · d6 pedone del nero · f6 cavallo del nero · c5 pedone del nero · d5 pedone del bianco · c3 cavallo del bianco · a2 pedone del bianco · b2 pedone del bianco · e2 pedone del bianco · f2 pedone del bianco · g2 pedone del bianco · h2 pedone del bianco · a1 torre del bianco · c1 alfiere del bianco · d1 donna del bianco · e1 re del bianco · f1 alfiere del bianco · g1 cavallo del bianco · h1 torre del bianco | a8 torre del nero · b8 cavallo del nero · c8 alfiere del nero · d8 donna del nero · e8 re del nero · f8 alfiere del nero · h8 torre del nero · a7 pedone del nero · b7 pedone del nero · f7 pedone del nero · g7 pedone del nero · h7 pedone del nero · d6 pedone del nero · f6 cavallo del nero · c5 pedone del nero · d5 pedone del bianco · c3 cavallo del bianco · a2 pedone del bianco · b2 pedone del bianco · e2 pedone del bianco · f2 pedone del bianco · g2 pedone del bianco · h2 pedone del bianco · a1 torre del bianco · c1 alfiere del bianco · d1 donna del bianco · e1 re del bianco · f1 alfiere del bianco · g1 cavallo del bianco · h1 torre del bianco | a8 torre del nero · b8 cavallo del nero · c8 alfiere del nero · d8 donna del nero · e8 re del nero · f8 alfiere del nero · h8 torre del nero · a7 pedone del nero · b7 pedone del nero · f7 pedone del nero · g7 pedone del nero · h7 pedone del nero · d6 pedone del nero · f6 cavallo del nero · c5 pedone del nero · d5 pedone del bianco · c3 cavallo del bianco · a2 pedone del bianco · b2 pedone del bianco · e2 pedone del bianco · f2 pedone del bianco · g2 pedone del bianco · h2 pedone del bianco · a1 torre del bianco · c1 alfiere del bianco · d1 donna del bianco · e1 re del bianco · f1 alfiere del bianco · g1 cavallo del bianco · h1 torre del bianco | 3 |
| 2 | a8 torre del nero · b8 cavallo del nero · c8 alfiere del nero · d8 donna del nero · e8 re del nero · f8 alfiere del nero · h8 torre del nero · a7 pedone del nero · b7 pedone del nero · f7 pedone del nero · g7 pedone del nero · h7 pedone del nero · d6 pedone del nero · f6 cavallo del nero · c5 pedone del nero · d5 pedone del bianco · c3 cavallo del bianco · a2 pedone del bianco · b2 pedone del bianco · e2 pedone del bianco · f2 pedone del bianco · g2 pedone del bianco · h2 pedone del bianco · a1 torre del bianco · c1 alfiere del bianco · d1 donna del bianco · e1 re del bianco · f1 alfiere del bianco · g1 cavallo del bianco · h1 torre del bianco | a8 torre del nero · b8 cavallo del nero · c8 alfiere del nero · d8 donna del nero · e8 re del nero · f8 alfiere del nero · h8 torre del nero · a7 pedone del nero · b7 pedone del nero · f7 pedone del nero · g7 pedone del nero · h7 pedone del nero · d6 pedone del nero · f6 cavallo del nero · c5 pedone del nero · d5 pedone del bianco · c3 cavallo del bianco · a2 pedone del bianco · b2 pedone del bianco · e2 pedone del bianco · f2 pedone del bianco · g2 pedone del bianco · h2 pedone del bianco · a1 torre del bianco · c1 alfiere del bianco · d1 donna del bianco · e1 re del bianco · f1 alfiere del bianco · g1 cavallo del bianco · h1 torre del bianco | a8 torre del nero · b8 cavallo del nero · c8 alfiere del nero · d8 donna del nero · e8 re del nero · f8 alfiere del nero · h8 torre del nero · a7 pedone del nero · b7 pedone del nero · f7 pedone del nero · g7 pedone del nero · h7 pedone del nero · d6 pedone del nero · f6 cavallo del nero · c5 pedone del nero · d5 pedone del bianco · c3 cavallo del bianco · a2 pedone del bianco · b2 pedone del bianco · e2 pedone del bianco · f2 pedone del bianco · g2 pedone del bianco · h2 pedone del bianco · a1 torre del bianco · c1 alfiere del bianco · d1 donna del bianco · e1 re del bianco · f1 alfiere del bianco · g1 cavallo del bianco · h1 torre del bianco | a8 torre del nero · b8 cavallo del nero · c8 alfiere del nero · d8 donna del nero · e8 re del nero · f8 alfiere del nero · h8 torre del nero · a7 pedone del nero · b7 pedone del nero · f7 pedone del nero · g7 pedone del nero · h7 pedone del nero · d6 pedone del nero · f6 cavallo del nero · c5 pedone del nero · d5 pedone del bianco · c3 cavallo del bianco · a2 pedone del bianco · b2 pedone del bianco · e2 pedone del bianco · f2 pedone del bianco · g2 pedone del bianco · h2 pedone del bianco · a1 torre del bianco · c1 alfiere del bianco · d1 donna del bianco · e1 re del bianco · f1 alfiere del bianco · g1 cavallo del bianco · h1 torre del bianco | a8 torre del nero · b8 cavallo del nero · c8 alfiere del nero · d8 donna del nero · e8 re del nero · f8 alfiere del nero · h8 torre del nero · a7 pedone del nero · b7 pedone del nero · f7 pedone del nero · g7 pedone del nero · h7 pedone del nero · d6 pedone del nero · f6 cavallo del nero · c5 pedone del nero · d5 pedone del bianco · c3 cavallo del bianco · a2 pedone del bianco · b2 pedone del bianco · e2 pedone del bianco · f2 pedone del bianco · g2 pedone del bianco · h2 pedone del bianco · a1 torre del bianco · c1 alfiere del bianco · d1 donna del bianco · e1 re del bianco · f1 alfiere del bianco · g1 cavallo del bianco · h1 torre del bianco | a8 torre del nero · b8 cavallo del nero · c8 alfiere del nero · d8 donna del nero · e8 re del nero · f8 alfiere del nero · h8 torre del nero · a7 pedone del nero · b7 pedone del nero · f7 pedone del nero · g7 pedone del nero · h7 pedone del nero · d6 pedone del nero · f6 cavallo del nero · c5 pedone del nero · d5 pedone del bianco · c3 cavallo del bianco · a2 pedone del bianco · b2 pedone del bianco · e2 pedone del bianco · f2 pedone del bianco · g2 pedone del bianco · h2 pedone del bianco · a1 torre del bianco · c1 alfiere del bianco · d1 donna del bianco · e1 re del bianco · f1 alfiere del bianco · g1 cavallo del bianco · h1 torre del bianco | a8 torre del nero · b8 cavallo del nero · c8 alfiere del nero · d8 donna del nero · e8 re del nero · f8 alfiere del nero · h8 torre del nero · a7 pedone del nero · b7 pedone del nero · f7 pedone del nero · g7 pedone del nero · h7 pedone del nero · d6 pedone del nero · f6 cavallo del nero · c5 pedone del nero · d5 pedone del bianco · c3 cavallo del bianco · a2 pedone del bianco · b2 pedone del bianco · e2 pedone del bianco · f2 pedone del bianco · g2 pedone del bianco · h2 pedone del bianco · a1 torre del bianco · c1 alfiere del bianco · d1 donna del bianco · e1 re del bianco · f1 alfiere del bianco · g1 cavallo del bianco · h1 torre del bianco | a8 torre del nero · b8 cavallo del nero · c8 alfiere del nero · d8 donna del nero · e8 re del nero · f8 alfiere del nero · h8 torre del nero · a7 pedone del nero · b7 pedone del nero · f7 pedone del nero · g7 pedone del nero · h7 pedone del nero · d6 pedone del nero · f6 cavallo del nero · c5 pedone del nero · d5 pedone del bianco · c3 cavallo del bianco · a2 pedone del bianco · b2 pedone del bianco · e2 pedone del bianco · f2 pedone del bianco · g2 pedone del bianco · h2 pedone del bianco · a1 torre del bianco · c1 alfiere del bianco · d1 donna del bianco · e1 re del bianco · f1 alfiere del bianco · g1 cavallo del bianco · h1 torre del bianco | 2 |
| 1 | a8 torre del nero · b8 cavallo del nero · c8 alfiere del nero · d8 donna del nero · e8 re del nero · f8 alfiere del nero · h8 torre del nero · a7 pedone del nero · b7 pedone del nero · f7 pedone del nero · g7 pedone del nero · h7 pedone del nero · d6 pedone del nero · f6 cavallo del nero · c5 pedone del nero · d5 pedone del bianco · c3 cavallo del bianco · a2 pedone del bianco · b2 pedone del bianco · e2 pedone del bianco · f2 pedone del bianco · g2 pedone del bianco · h2 pedone del bianco · a1 torre del bianco · c1 alfiere del bianco · d1 donna del bianco · e1 re del bianco · f1 alfiere del bianco · g1 cavallo del bianco · h1 torre del bianco | a8 torre del nero · b8 cavallo del nero · c8 alfiere del nero · d8 donna del nero · e8 re del nero · f8 alfiere del nero · h8 torre del nero · a7 pedone del nero · b7 pedone del nero · f7 pedone del nero · g7 pedone del nero · h7 pedone del nero · d6 pedone del nero · f6 cavallo del nero · c5 pedone del nero · d5 pedone del bianco · c3 cavallo del bianco · a2 pedone del bianco · b2 pedone del bianco · e2 pedone del bianco · f2 pedone del bianco · g2 pedone del bianco · h2 pedone del bianco · a1 torre del bianco · c1 alfiere del bianco · d1 donna del bianco · e1 re del bianco · f1 alfiere del bianco · g1 cavallo del bianco · h1 torre del bianco | a8 torre del nero · b8 cavallo del nero · c8 alfiere del nero · d8 donna del nero · e8 re del nero · f8 alfiere del nero · h8 torre del nero · a7 pedone del nero · b7 pedone del nero · f7 pedone del nero · g7 pedone del nero · h7 pedone del nero · d6 pedone del nero · f6 cavallo del nero · c5 pedone del nero · d5 pedone del bianco · c3 cavallo del bianco · a2 pedone del bianco · b2 pedone del bianco · e2 pedone del bianco · f2 pedone del bianco · g2 pedone del bianco · h2 pedone del bianco · a1 torre del bianco · c1 alfiere del bianco · d1 donna del bianco · e1 re del bianco · f1 alfiere del bianco · g1 cavallo del bianco · h1 torre del bianco | a8 torre del nero · b8 cavallo del nero · c8 alfiere del nero · d8 donna del nero · e8 re del nero · f8 alfiere del nero · h8 torre del nero · a7 pedone del nero · b7 pedone del nero · f7 pedone del nero · g7 pedone del nero · h7 pedone del nero · d6 pedone del nero · f6 cavallo del nero · c5 pedone del nero · d5 pedone del bianco · c3 cavallo del bianco · a2 pedone del bianco · b2 pedone del bianco · e2 pedone del bianco · f2 pedone del bianco · g2 pedone del bianco · h2 pedone del bianco · a1 torre del bianco · c1 alfiere del bianco · d1 donna del bianco · e1 re del bianco · f1 alfiere del bianco · g1 cavallo del bianco · h1 torre del bianco | a8 torre del nero · b8 cavallo del nero · c8 alfiere del nero · d8 donna del nero · e8 re del nero · f8 alfiere del nero · h8 torre del nero · a7 pedone del nero · b7 pedone del nero · f7 pedone del nero · g7 pedone del nero · h7 pedone del nero · d6 pedone del nero · f6 cavallo del nero · c5 pedone del nero · d5 pedone del bianco · c3 cavallo del bianco · a2 pedone del bianco · b2 pedone del bianco · e2 pedone del bianco · f2 pedone del bianco · g2 pedone del bianco · h2 pedone del bianco · a1 torre del bianco · c1 alfiere del bianco · d1 donna del bianco · e1 re del bianco · f1 alfiere del bianco · g1 cavallo del bianco · h1 torre del bianco | a8 torre del nero · b8 cavallo del nero · c8 alfiere del nero · d8 donna del nero · e8 re del nero · f8 alfiere del nero · h8 torre del nero · a7 pedone del nero · b7 pedone del nero · f7 pedone del nero · g7 pedone del nero · h7 pedone del nero · d6 pedone del nero · f6 cavallo del nero · c5 pedone del nero · d5 pedone del bianco · c3 cavallo del bianco · a2 pedone del bianco · b2 pedone del bianco · e2 pedone del bianco · f2 pedone del bianco · g2 pedone del bianco · h2 pedone del bianco · a1 torre del bianco · c1 alfiere del bianco · d1 donna del bianco · e1 re del bianco · f1 alfiere del bianco · g1 cavallo del bianco · h1 torre del bianco | a8 torre del nero · b8 cavallo del nero · c8 alfiere del nero · d8 donna del nero · e8 re del nero · f8 alfiere del nero · h8 torre del nero · a7 pedone del nero · b7 pedone del nero · f7 pedone del nero · g7 pedone del nero · h7 pedone del nero · d6 pedone del nero · f6 cavallo del nero · c5 pedone del nero · d5 pedone del bianco · c3 cavallo del bianco · a2 pedone del bianco · b2 pedone del bianco · e2 pedone del bianco · f2 pedone del bianco · g2 pedone del bianco · h2 pedone del bianco · a1 torre del bianco · c1 alfiere del bianco · d1 donna del bianco · e1 re del bianco · f1 alfiere del bianco · g1 cavallo del bianco · h1 torre del bianco | a8 torre del nero · b8 cavallo del nero · c8 alfiere del nero · d8 donna del nero · e8 re del nero · f8 alfiere del nero · h8 torre del nero · a7 pedone del nero · b7 pedone del nero · f7 pedone del nero · g7 pedone del nero · h7 pedone del nero · d6 pedone del nero · f6 cavallo del nero · c5 pedone del nero · d5 pedone del bianco · c3 cavallo del bianco · a2 pedone del bianco · b2 pedone del bianco · e2 pedone del bianco · f2 pedone del bianco · g2 pedone del bianco · h2 pedone del bianco · a1 torre del bianco · c1 alfiere del bianco · d1 donna del bianco · e1 re del bianco · f1 alfiere del bianco · g1 cavallo del bianco · h1 torre del bianco | 1 |
|   | a | b | c | d | e | f | g | h |   |

## Strategia
Dopo la risposta del Nero alla prima mossa, il Bianco ha varie possibilità, le più comuni sono 
- 2.d5 (difesa vecchia Benoni)
- 2.dxc5 (gambetto Benoni accettato)
- 2.c4
- 2.Cf3
- 2.e3
- 2.c3
- 2.e4

In questo modo il Bianco traspone la partita in una difesa siciliana e entra nel gambetto Morra

## Codici ECO
- A56 1.d4 Cf6 2.c4 c5 3.d5 (d6) (sistema Hromodka)
- A60 1.d4 Cf6 2.c4 c5 3.d5 e6 (moderna Benoni)
  - A61 1.d4 Cf6 2.c4 c5 3.d5 e6 4.Cc3 exd5 5.cxd5 d6 6.Cf3 g6
    - A62 1.d4 Cf6 2.c4 c5 3.d5 e6 4.Cc3 exd5 5.cxd5 d6 6.Cf3 g6 7.g3 Ag7 8.Ag2 0-0 (variante fianchetto)
      - A63 1.d4 Cf6 2.c4 c5 3.d5 e6 4.Cc3 exd5 5.cxd5 d6 6.Cf3 g6 7.g3 Ag7 8.Ag2 0-0 9.0-0 Cbd7
        - A64 1.d4 Cf6 2.c4 c5 3.d5 e6 4.Cc3 exd5 5.cxd5 d6 6.Cf3 g6 7.g3 Ag7 8.Ag2 0-0 9.0-0 Cbd7 10.Cd2 a6 11.a4 Te8

  - A65 1.d4 Cf6 2.c4 c5 3.d5 e6 4.Cc3 exd5 5.cxd5 d6 6.e4
    - A66 1.d4 Cf6 2.c4 c5 3.d5 e6 4.Cc3 exd5 5.cxd5 d6 6.e4 g6 7.f4
      - A67 1.d4 Cf6 2.c4 c5 3.d5 e6 4.Cc3 exd5 5.cxd5 d6 6.e4 g6 7.f4 Ag7 8.Ab5+ (variante Tajmanov)
        - A68 1.d4 Cf6 2.c4 c5 3.d5 e6 4.Cc3 exd5 5.cxd5 d6 6.e4 g6 7.f4 Ag7 8.Cf3 0-0  (attacco 4 pedoni)
          - A69 1.d4 Cf6 2.c4 c5 3.d5 e6 4.Cc3 exd5 5.cxd5 d6 6.e4 g6 7.f4 Ag7 8.Cf3 0-0 9.Ae2 Te8

  - A70 1.d4 Cf6 2.c4 c5 3.d5 e6 4.Cc3 exd5 5.cxd5 d6 6.e4 g6 7.Cf3 (variante classica)
    - A71 1.d4 Cf6 2.c4 c5 3.d5 e6 4.Cc3 exd5 5.cxd5 d6 6.e4 g6 7.Cf3 Ag7 8.Ag5
      - A72 1.d4 Cf6 2.c4 c5 3.d5 e6 4.Cc3 exd5 5.cxd5 d6 6.e4 g6 7.Cf3 Ag7 8.Ae2 0-0
        - A73 1.d4 Cf6 2.c4 c5 3.d5 e6 4.Cc3 exd5 5.cxd5 d6 6.e4 g6 7.Cf3 Ag7 8.Ae2 0-0 9.0-0
          - A74 1.d4 Cf6 2.c4 c5 3.d5 e6 4.Cc3 exd5 5.cxd5 d6 6.e4 g6 7.Cf3 Ag7 8.Ae2 0-0 9.0-0 a6
            - A75 1.d4 Cf6 2.c4 c5 3.d5 e6 4.Cc3 exd5 5.cxd5 d6 6.e4 g6 7.Cf3 Ag7 8.Ae2 0-0 9.0-0 a6 10.a4 Ag4

          - A76 1.d4 Cf6 2.c4 c5 3.d5 e6 4.Cc3 exd5 5.cxd5 d6 6.e4 g6 7.Cf3 Ag7 8.Ae2 0-0 9.0-0 Te8
            - A77 1.d4 Cf6 2.c4 c5 3.d5 e6 4.Cc3 exd5 5.cxd5 d6 6.e4 g6 7.Cf3 Ag7 8.Ae2 0-0 9.0-0 Te8 10.Cd2
              - A78 1.d4 Cf6 2.c4 c5 3.d5 e6 4.Cc3 exd5 5.cxd5 d6 6.e4 g6 7.Cf3 Ag7 8.Ae2 0-0 9.0-0 Te8 10.Cd2 Ca6
                - A79 1.d4 Cf6 2.c4 c5 3.d5 e6 4.Cc3 exd5 5.cxd5 d6 6.e4 g6 7.Cf3 Ag7 8.Ae2 0-0 9.0-0 Te8 10.Cd2 Ca6 11.f3